# Gafadurahütte
Il Gafadurahütte è un rifugio alpino a 1.428 metri d'altezza che si trova nella valle del Reno nel comune di Planken ai piedi del Garsellakopf (2.123 m s.l.m.), è gestito dal Liechtensteiner Alpenverein e ha 42 posti letto.